# 河内八箇所
河内八箇所（かわちはちかしょ）は、大阪府大阪市鶴見区・門真市・大東市にかけて存在した荘園である。
成立は不明。初見は応永15年（1408年）9月11日付けの斯波満種の寄進状である。
室町時代中期以降は本所は妙法院もしくは同院内の新日吉社、領家は北野宮寺の荘園だった。
明応2年（1493年）2月24日には赤沢朝経が代官に任じられている。
主な郷は:
- 大和田郷
- 島頭郷
- 馬伏郷
- 岸和田郷
- 上分郷
- 東日野郷
- 新田郷
- 諸福郷
- 安田郷
- 下村郷
- 下分郷

深野池と新開池の間がその領域である。